# Russ Johnson
Russ Johnson (Racine (Wisconsin), 8 juli 1965) is een Amerikaanse jazztrompettist.

## Biografie
Russ Johnson, afkomstig uit het Amerikaanse middenwesten, werkte vanaf de jaren 1990 in het New Yorkse muziekcircuit op het gebied van jazz, geïmproviseerde en nieuwe muziek. Hij leidt zijn eigen formaties zoals het Save Big Quartet en maakt deel uit van de collectieve ensembles The Other Quartet en New Math. Hij maakte deel uit van het New Nonet van Lee Konitz en het Steve Swallow / Ohad Talmor L'Histoire du Clochard sextet, waarmee hij ook internationaal op tournee was. Hij heeft ook gewerkt met Kenny Wheeler, Joe Lovano, Marc Ribot, David Liebman, Joe Maneri, The Jazz Passengers, Oliver Lake, Anthony Davis, Curtis Fowlkes, Roy Nathanson, Tony Malaby en Mat Maneri. Met Roy Nathanson, Myra Melford, Brad Jones en George Schuller speelde hij in 2011 zijn versie van Eric Dolphys Out to Lunch.
In 2013 keerde Johnson terug naar Milwaukee, waar hij sindsdien als docent heeft gewerkt aan de University of Wisconsin-Parkside in Kenosha. Sindsdien speelde hij onder meer ook met Jason Stein Michael Musillami, Ken Vandermark, Fred Lonberg-Holm en Tim Daisy. Op het gebied van jazz was hij tussen 1994 en 2011 betrokken bij 50 opnamesessies en anderen, ook met opnamen van Jon Irabagon, Michael Bates, Noah Preminger, Diedre Rodman, Nicolas Masson, Jason Rigby, Christof Knoche, Jenny Scheinman, Ken Thomson, Tommy Meier en de TILT Creative Brass Band (2011, met Shane Endsley, Jacob Garchik en Kevin Norton).

## Discografie
- 1999: The Other Quartet: 13 Pieces (Knitting Factory Records)
- 2004: Mick Rossi-Russ Johnson Duo: New Math (Tone Science)
- 2004: Russ Johnson Quartet: Save Big (OmniTone Records, met Kermit Driscoll, Mark Ferber, John O'Gallagher)
- 2011: Co Streiff-Russ Johnson Quartet: In Circles (Intakt Records, met Christian Weber, Julian Sartorius)
- 2019: Russ Johnson, Dave Rempis, Joshua Abrams, Isaiah Spencer, Jeremy Cunningham: Harmattan (Aerophonic)